# Louis Pierre Vieillot
Louis Pierre Vieillot (Yvetot, 10 maggio 1748 – Sotteville-lès-Rouen, 24 agosto 1830) è stato un ornitologo francese.

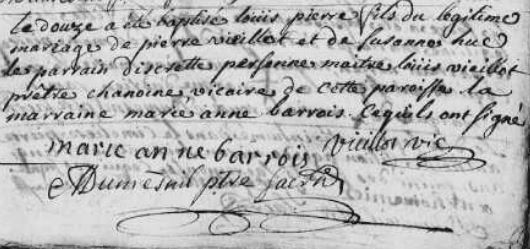
Registrazione del battesimo di Louis Pierre Vieillot il 12 maggio 1748 a Yvetot

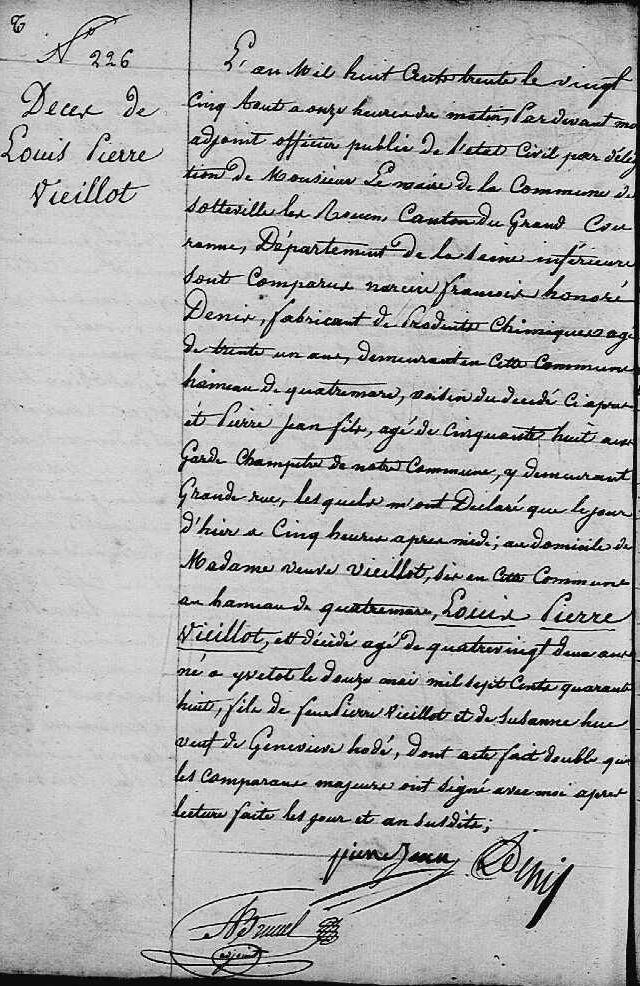
Registrazione della morte di Louis Pierre Vieillot il 24 agosto 1830 a Sotteville-lès-Rouen

Vieillot descrisse per la prima volta un grande numero di uccelli, specialmente quelli che incontrò durante il tempo passato nelle Indie Occidentali e in Nordamerica, e 26 dei generi da lui descritti sono ancora in uso. Fu uno dei primi ornitologi a studiare i cambiamenti del piumaggio (mutazioni) ed anche uno tra i primi a studiare gli uccelli vivi, piuttosto che le loro spoglie.
Vieillot nacque a Yvetot. Aveva un'azienda sull'isola caraibica di Santo Domingo (Haiti), ma fu costretto a fuggire negli Stati Uniti durante la rivoluzione francese. Là, durante questo periodo, cominciò a studiare gli uccelli di quel Paese e a raccogliere materiale per la sua Histoire naturelle des oiseaux de l'Amérique Septentrionale (1808).
Ritornò in Francia nel 1800 (o nel 1801), dove ottenne un posto come scrittore per il Bulletin des Lois. Continuò a scrivere sugli uccelli, dando vita alla Histoire naturelle et générale des colibris, oiseaux-mouches, jacamars et promerops (1802) con le illustrazioni del suo amico Jean Baptiste Audebert, seguita da Histoire naturelle des plus beaux oiseaux chanteurs de la zone torride (1806).
Nell'Analyse d'une nouvelle Ornithologie Elémentaire (1816) Vieillot dette inizio al suo sistema di classificazione ornitologica, che continuò con i suoi contributi nel Nouveau Dictionaire d'Histoire Naturelle (1816-19). Nel 1820 Vieillot portò avanti il seguito delle Tableau encyclopédique et méthodique, iniziate da Pierre Joseph Bonnaterre nel 1790. Nel frattempo scrisse Ornithologie Française (1823-30).
Si pensa che sia morto in povertà a Rouen.
Vieillot è commemorato nella nomenclatura binomiale di un gran numero di uccelli, come Lybius vieilloti (barbuto di Vieillot) e  Saurothera vieilloti (il cuculo delle lucertole di Porto Rico).